# Graf van de onbekende soldaat (Londen)

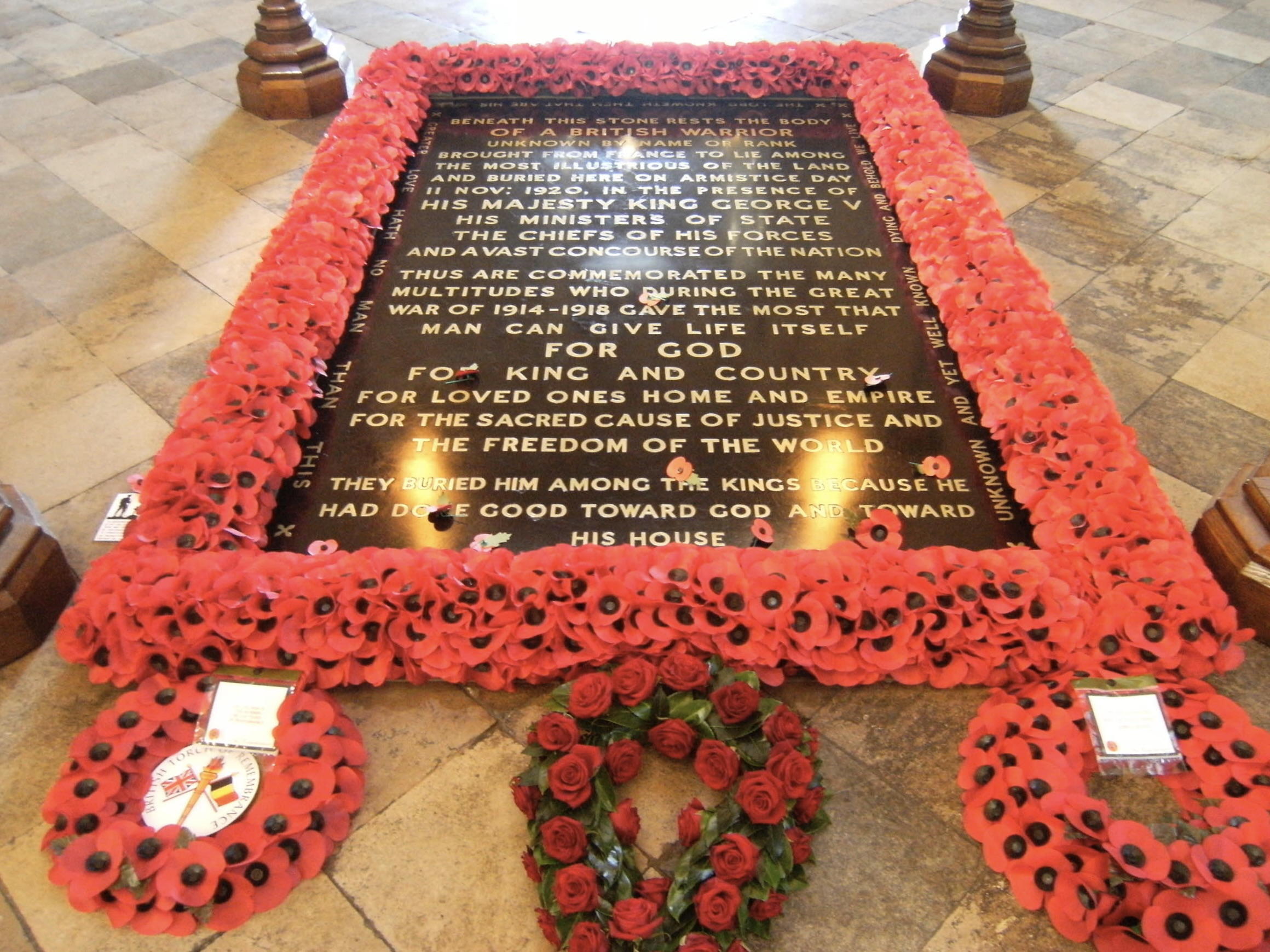
Het graf

Het graf van de onbekende soldaat (Engels: (Tomb of) The Unknown Warrior) is een nationaal Brits monument in de Westminster Abbey in Londen. In het graf liggen de overblijfselen van een onbekende soldaat die omkwam in de Eerste Wereldoorlog. Bij staatsbezoeken wordt vaak een krans bij het graf gelegd door het buitenlandse staatshoofd, waaronder de Amerikaanse presidenten Barack Obama in 2011 en Donald Trump in 2019.
Het graf bestaat uit een zwarte grafsteen van Belgisch marmer met daarop een inscriptie. De letters werden ingelegd met brons van omgesmolten oorlogsmunitie.
De inscriptie luidt:
BENEATH THIS STONE RESTS THE BODY 

OF A BRITISH WARRIOR 

UNKNOWN BY NAME OR RANK 

BROUGHT FROM FRANCE TO LIE AMONG 

THE MOST ILLUSTRIOUS OF THE LAND 

AND BURIED HERE ON ARMISTICE DAY 

11 NOV: 1920, IN THE PRESENCE OF 

HIS MAJESTY KING GEORGE V 

HIS MINISTERS OF STATE 

THE CHIEFS OF HIS FORCES 

AND A VAST CONCOURSE OF THE NATION

THUS ARE COMMEMORATED THE MANY 

MULTITUDES WHO DURING THE GREAT 

WAR OF 1914 – 1918 GAVE THE MOST THAT 

MAN CAN GIVE LIFE ITSELF 

FOR GOD 

FOR KING AND COUNTRY 

FOR LOVED ONES HOME AND EMPIRE 

FOR THE SACRED CAUSE OF JUSTICE AND 

THE FREEDOM OF THE WORLD

THEY BURIED HIM AMONG THE KINGS BECAUSE HE 

HAD DONE GOOD TOWARD GOD AND TOWARD 

HIS HOUSE
Rondom deze tekst staan vier teksten uit het Nieuwe Testament:
THE LORD KNOWETH THEM THAT ARE HIS
 (boven de tekst, omgekeerd)
UNKNOWN AND YET WELL KNOWN, DYING AND BEHOLD WE LIVE
 (zijkant rechts)
GREATER LOVE HATH NO MAN THAN THIS
 (zijkant links)
IN CHRIST SHALL ALL BE MADE ALIVE
 (onder de tekst)

## Geschiedenis
Na de Eerste Wereldoorlog hebben diverse landen een monument opgericht met een graf van de onbekende soldaat. Op 11 november 1920 werden het graf van de onbekende soldaat in Londen, de Tombe du Soldat Inconnu in Parijs en de Tomb of the Unknown Soldier in Arlington ingewijd.
David Railton was tijdens de Eerste Wereldoorlog een Britse aalmoezenier aan het westelijk front. In 1916 zag hij een veldgraf met een eenvoudig houten kruis waarop de tekst An unknown British soldier stond. Na het einde van de oorlog zond hij een brief aan Herbert Ryle, de deken van Westminster Abbey, met het voorstel daar "tussen de koningen" een onbekende soldaat te begraven om de honderdduizenden gesneuvelden te representeren. Het voorstel werd gesteund door zowel de deken als premier Lloyd George.

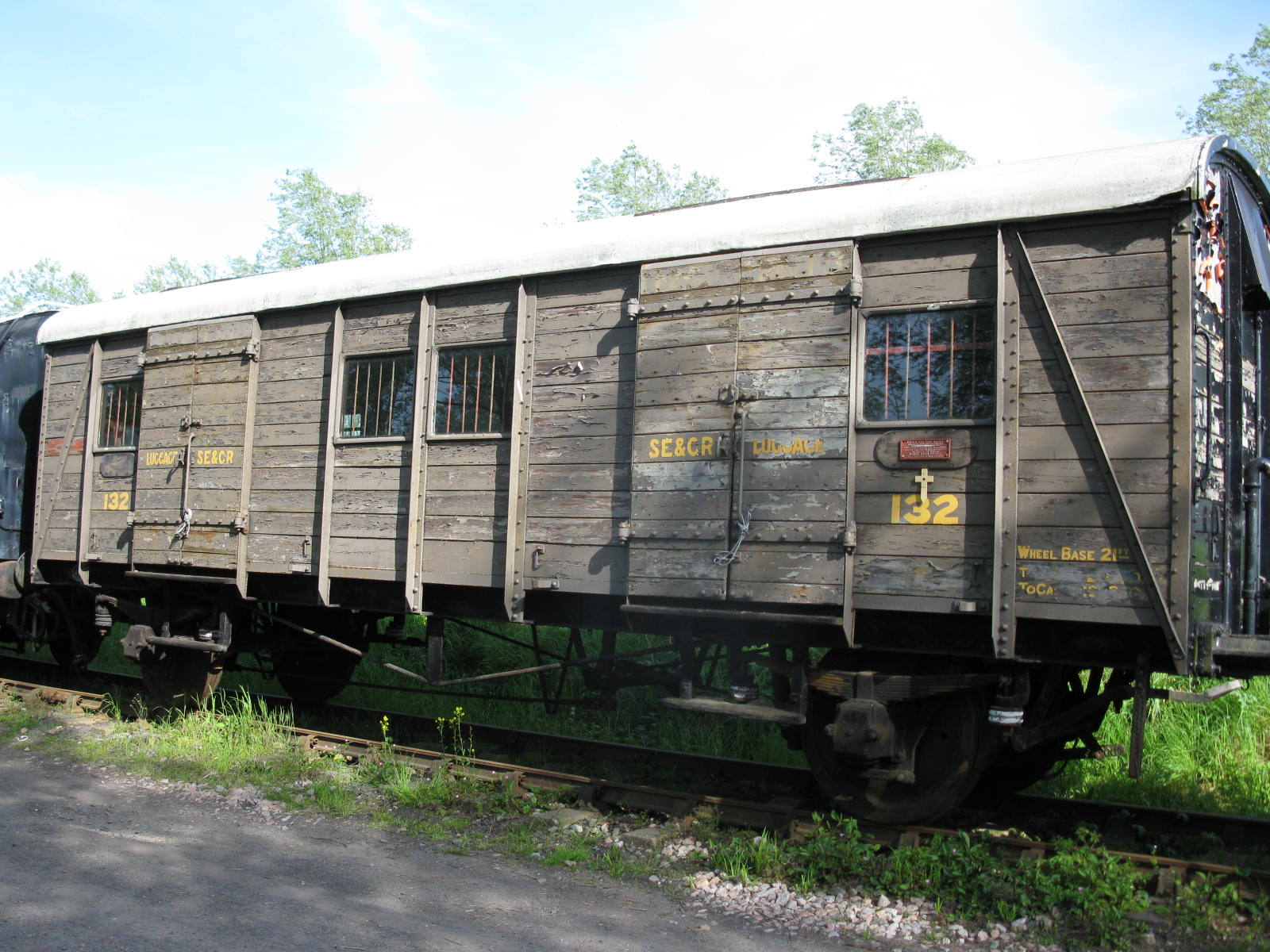
Wagon waarin de onbekende soldaat naar Londen werd gebracht.

Generaal L.J. Wyatt, commandant van de Britse troepen in Frankrijk, koos uit vier kisten met ongeïdentificeerde slachtoffers een kist uit die naar Dover werd gebracht en vandaar met de trein naar Victoria Station in Londen. In aanwezigheid van de Britse koning George V werd de uitgekozen kist met groot ceremonieel in het schip van Westminster Abbey begraven. De deken schreef de inscriptie.
De onbekende soldaat in Londen kreeg op 17 oktober 1921 de Amerikaanse Medal of Honour uit handen van generaal John Pershing. De medaille hangt naast het graf. Op 11 november 1921 kreeg de Amerikaanse onbekende soldaat op de nationale begraafplaats Arlington het Victoria Cross.

## Varia
- In het televisieprogramma 100 Greatest Britons kwam de onbekende soldaat op de 76e plaats in de lijst.
- De grafsteen is de enige in Westminster Abbey waarop het verboden is te lopen.
- Na koninklijke huwelijken in Westminster Abbey wordt het boeket van de bruid op het graf gelegd, een traditie die begon na het huwelijk van Elizabeth Bowes-Lyon met George VI op 26 april 1923.[1]